# Duffel (stof)

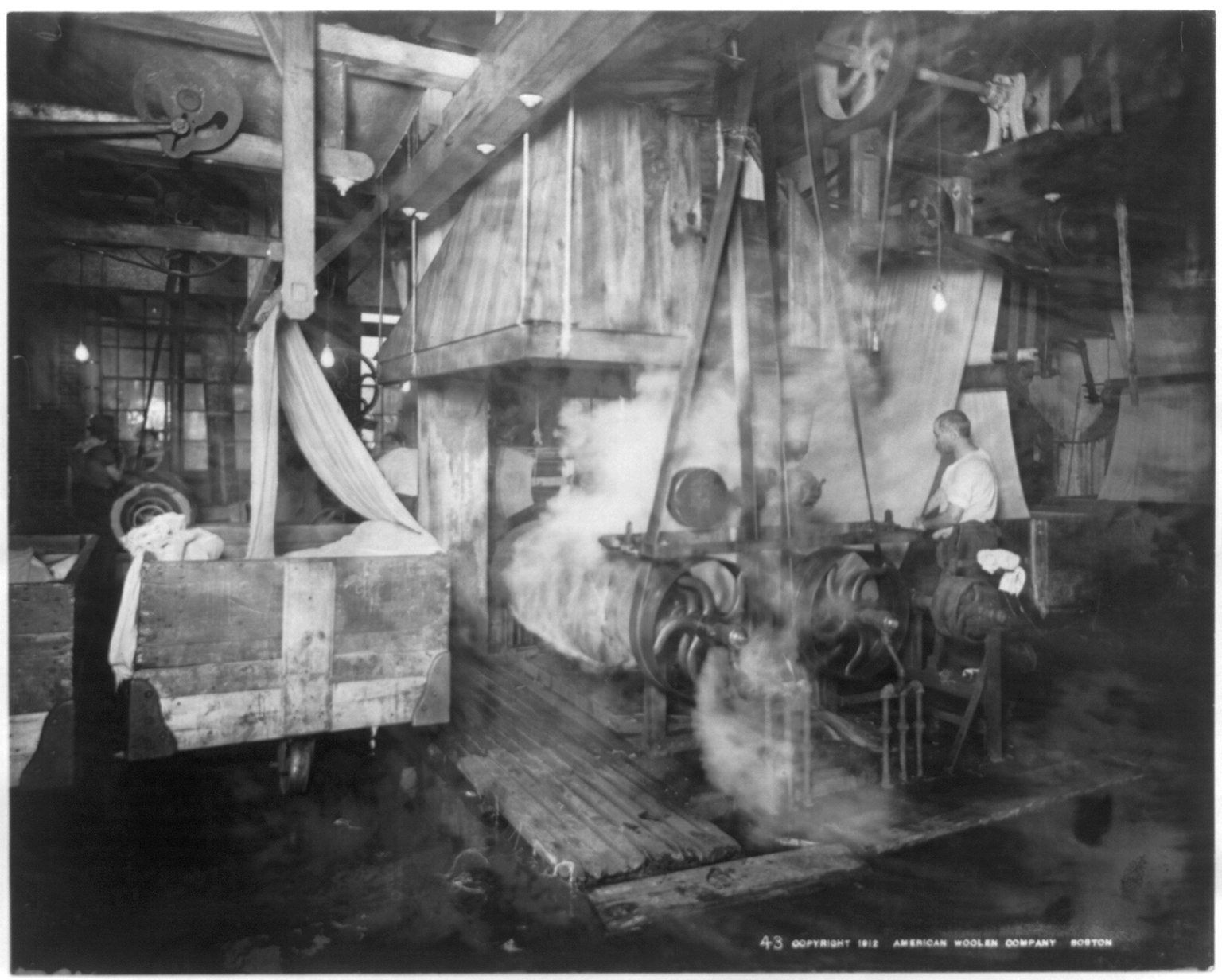
Stomen van stof, 19e eeuw

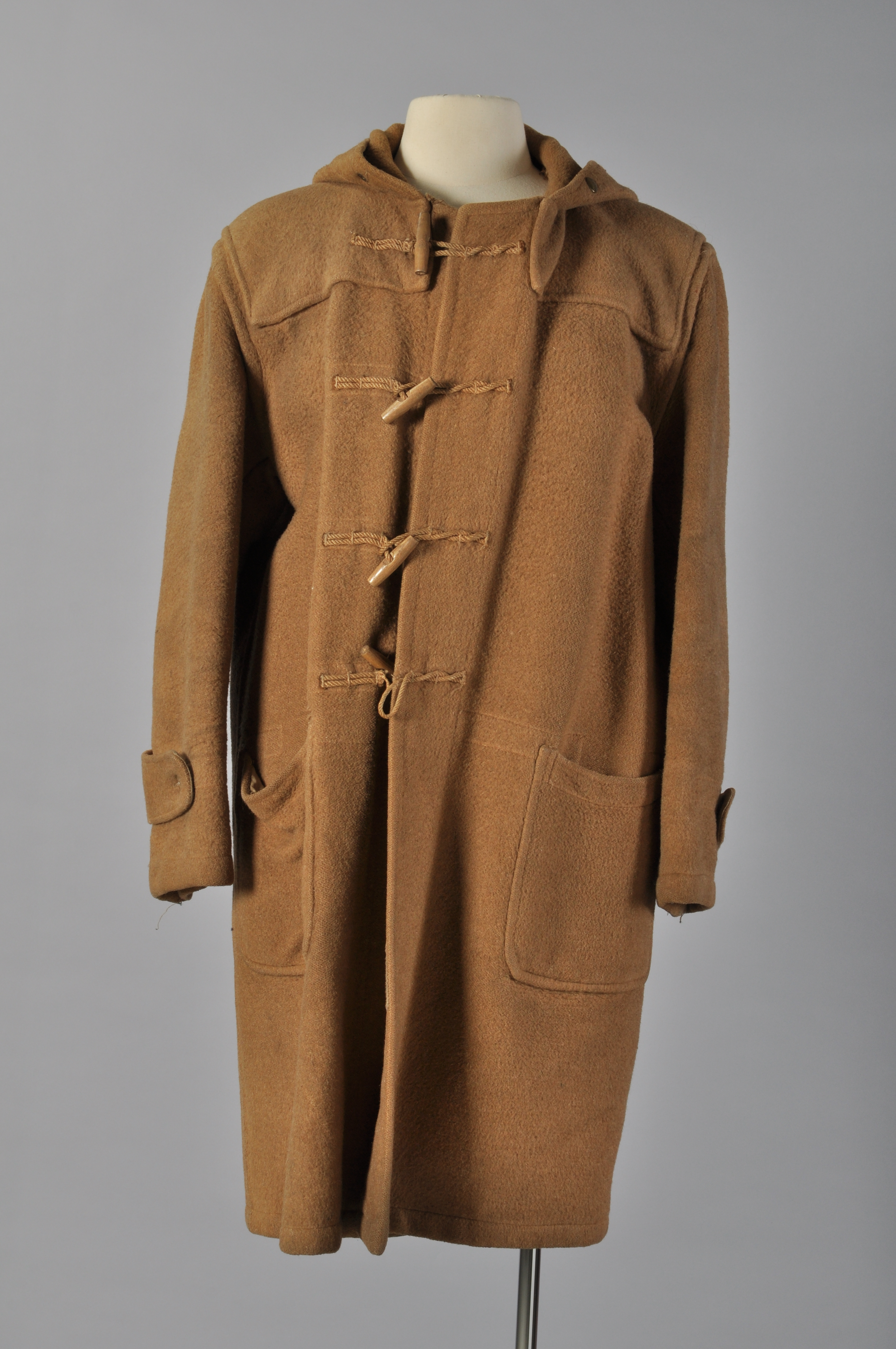
Bruine duffelse jas of montycoat, Museum Rotterdam

Duffel is de benaming van een zware, sterk verdichte, wollen stof die oorspronkelijk, vanaf circa 1450, in en rondom de plaats Duffel, Hertogdom Brabant (nu België) werd vervaardigd en later in Leiden en Engeland. Hierbij wordt losse schapenwol of "scheerwol" gesorteerd op kwaliteit, gewassen, ingevet en tot garen gesponnen. Het garen wordt tot stof geweven op maten die ongeveer 10 tot 30% langer en breder zijn dan uiteindelijk gewenst, daarna wordt de stof in water met urine, voldersaarde of zeep gekookt en gepersd zodat de wol krimpt, de stof verdicht en zo winddicht en waterafstotend wordt. Op eenzelfde manier wordt de zogenaamde loden stof uit Oostenrijk vervaardigd. Dit chemische proces heet vilten, vollen of walken.

## Etymologie
De benaming van de stof komt van de Belgische plaats Duffel waar deze manier van bewerken voor het eerst werd toegepast.

## Geschiedenis
Het vilten van wol is een van de oudste technieken om stof te vervaardigen en wordt al minstens 8000 jaar gebruikt. In de oudheid werd de wol met de handen of de voeten bewerkt, later gebeurde dit met een machine, veelal aangedreven door een watermolen, de volmolen.
De stof werd vanaf de 15e eeuw uitgevoerd naar onder andere Lübeck, Riga en Keulen en later ook naar Spanje en Portugal. In de Nederlandse stad Leiden, waar de wolnijverheid al floreerde, wordt het vervaardigingsproces uit de Brabantse lakensteden als Brussel, Luik en Gent overgenomen en produceert men daar ook de "duffelse stof". Aldus ontstaat, naast de naam voor de plaats Duffel ook het woord "duffel" als aanduiding voor deze soort van stof, tegenwoordig het meest bekend als jas, de duffeljas of Leidse zeeduffel.
Dankzij productie en handel van de wollen stoffen, laken en duffel, groeiden Duffel en Leiden uit tot welvarende steden. Leiden wordt in de Gouden Eeuw de grootste textielproducent van Europa en belangrijk centrum van nijverheid in Nederland, waar ruim 30.000 mensen werken. De laken- en duffelstoffen worden geëxporteerd naar alle werelddelen. Wol was in de middeleeuwen een belangrijke grondstof en om de handel in wol veilig te stellen kwamen wolwerkers in de Vlaamse lakensteden in opstand en werden er oorlogen gevoerd.
De stofsoort was onder de naam duffel eeuwen later nog zo bekend, dat een dikke wollen jas vervaardigd in Engeland voor de marine in 1890 de naam duffel coat kreeg, hoewel de stof in Engeland ook als melton bekendstaat. Na de Tweede Wereldoorlog raakte de zogenoemde duffelse jas in zwang naar het model van het Britse leger. Er bestaan overigens ook duffelse tassen, die onder andere Nederlandse matrozen gebruikten. Deze worden vaak niet meer uit wol vervaardigd.